# Apotropina anomala
Apotropina anomala är en tvåvingeart som först beskrevs av Malloch 1925.  Apotropina anomala ingår i släktet Apotropina och familjen fritflugor. Inga underarter finns listade i Catalogue of Life.